# えせ同和行為
えせ同和行為（えせどうわこうい）は、個人や団体が会社や個人または官公署などに対し同和問題への取り組みなどを口実として賛助・献金を不当に要求したり、高額な書籍を押し売りしたりする行為である。地対協の1961年12月の意見具申では「何らかの利権を得るため、同和問題を口実にして企業、行政機関等へ不当な圧力をかける行為」と定義されている。
また、同和利権に絡み、公共事業等への不正な参画を目指す行為も同義として扱われることもある。これらの犯罪行為を行う団体は暴力団と密接に関わっていることが多いため、警察などの監視対象となっている。
対企業・対行政暴力の一つ。

## 概要
えせ同和行為とは、「部落問題はこわい、面倒だ、できれば避けたい」という人々の誤った意識につけこんで利益を引き出す恐喝行為である。この「同和はこわい」の考え方は、刑事事件で糾弾者が有罪にもなったようないきすぎた糾弾、えせ同和行為自身などが生み出していた。えせ同和行為の横行は、部落全般への偏見を助長し、部落問題の解決への道を妨げる原因にもなると指摘されている。
また、先述の通り人権問題とは何のゆかりもない暴力団が関わっている可能性がある為「えせ同和行為」に屈して金銭を払う事は、暴力団に活動資金を提供する事にも繋がりうる。
現実には、えせ同和行為は刑法における「強要」「恐喝」のほか、態様によっては「暴力団員による不当な行為の防止等に関する法律（暴力団対策法）」違反や、「組織的な犯罪の処罰及び犯罪収益の規制等に関する法律（組織的犯罪処罰法）」違反に問われ、処罰の対象となる。
約3000の事業所を対象とした法務省の「えせ同和行為実態調査」（2008年）によると、2007年の1年間に「同和を名乗る者又は団体から違法・不当な要求を受けた」と回答した事業所は15.1パーセント。そのうち12.3パーセントが要求に応じた、という。被害金額は1万円以上10万円未満が最も多いが、100万円以上支払ったケースも報告されている。

## 具体的な手口および対策
実際に報告されている「えせ同和行為」の手口としては、
- 「同和問題に対する取り組みが足りない」などの難癖をつけて、高額の図書（同和文献）や機関紙の購入、機関紙への名刺広告の出稿、同和問題勉強会への会費や協賛費の支出を迫る。
- 一方的に「差別を受けた」「これは差別問題だ」と言いがかりをつけ、「誠意を見せろ」と示談金を要求する。
- 同和団体の関係をほのめかし、「××社をこの工事に参加させろ」などの利益誘導を要求する。

などが挙げられる。なお、図書の内容は、既刊の同和問題関連資料から無断盗用した記事の切り貼りで成り立っている。
真面目に同和問題に取り組んでいる団体からも、差別的言動があった事の告発などを元に「これは差別ではないか」、「同和問題解決に対する努力を」などの抗議が来ることはあり得るが、これらの抗議と「えせ同和行為」はある点で明確に区別される。すなわち、それが不当な要求や利益誘導につながるかどうか、である。
もしも不当な要求があった場合、「恐喝」という犯罪行為にあたるので、要求には絶対に応じず、検察庁や警察に通報するなどの対処を取ることが望ましい。その際、要求内容を録音、映像などで記録しておけば証拠になる。一度でも要求に応じてしまうと、それにつけ込みその後も執拗に同様な要求をしてくる事例も報告されており、毅然とした態度で断ることが先決だと言える。

## 「えせ同和」の定義
「えせ同和」という言葉は、語の成り立ちの上で2つの解釈がありうる。
1. 同和関係者ではないのに同和関係者を騙って利益を要求すること。
2. 同和問題解決のためではないのに同和問題解決のためと騙って利益を要求すること[5]。

「えせ」は「似非」、すなわち「まがいもの」の意味を持つ。また「同和」は被差別部落・被差別部落民の婉曲表現であると同時に「同胞融和」というスローガンの略語でもある。そのため、「同和」を被差別部落・被差別部落民の婉曲表現と解する場合には、定義1のような解釈が生じる。
しかし、地対協の1961年12月の意見具申では定義2を「えせ同和」の定義としている。すなわち、「えせ同和」の「同和」とは「同胞融和」というスローガンの略語であり、同胞融和の美名のもとに不当な利権あさりをおこなうのが「えせ同和」にあたる、という定義である。この定義によると、正真正銘の被差別部落民が部落解放のためと称しておこなった行為でも、真の目的が私利私欲の追求にあるなら「えせ同和」となる。
飛鳥会事件に際して、部落解放同盟が小西邦彦の行為を「同盟支部長という肩書きを悪用した『エセ同和行為』」、「もし同和をかたり、個人が利益を得ているとすれば、部落解放同盟末端支部幹部といえどもエセ同和行為であることに間違いなく」と批判したのは定義2の例である。
総務庁は「民間運動団体の指導者の多くは、差別を口実にわずかな金品でももらうことは運動の趣旨に反するので、そのような者がいれば、団体の一員であっても、即刻警察に通報してほしいとの厳しい姿勢を持っている」としている。実例としては部落解放同盟京都府連合会が解放センター建設資金のカンパを、みずから糾弾した企業から徴収して問題となったり、また部落解放同盟東京都連合会の幹部数人は、「地名総鑑」糾弾闘争を通じて「地名総鑑」購入企業の顧問や相談役に就任し、問題となったりしたことが挙げられる。。示現舎発行の「同和と在日」によると、部落解放同盟から糾弾を受けた企業は年間16万円から23万円の会費を徴収されて「同和・人権問題企業連絡会」（同企連）への加入を要求され、部落解放同盟の研究集会や糾弾会（糾弾側）への参加、「人権擁護法」制定運動への協力、部落解放同盟員の講師による有料の「人権啓発講演」の開催、同和研修の教材の購入を求められる。大阪同企連の場合、企業144社から年間2800万円程度を集めている。高知では、事業の設計単価を部落解放同盟が行政から事前に聞いておき、特定の事業者にその情報を漏らし、その業者が落札すると落札した単価の3パーセントが部落解放同盟に入るという問題が起きていた。
この様な行為を人権連は部落解放同盟そのものを「えせ同和行為の本家」と批判している。徳島県川島町では、町議の日出和男（無所属）が「解同はえせ同和行為」と議会で批判し、一度は差別発言として議会から1998年に除名処分を受けたが、1999年に徳島地裁で除名取り消しの判決を勝ち取ったこともある。
また、自民党系の全日本同和会でも1980年代にえせ同和行為による逮捕者が続出し、警察の追及を逃れるため、組織は分裂し、自由同和会として現在に至っている。
部落解放同盟や同和会が同和予算を行政から獲得するため、同特法のいう「歴史的社会的理由により生活環境等の安定向上が阻害されている地域」（被差別部落）が存在しない自治体にまで無理やり同和地区を作った事例もある（このような地区は「えせ同和地区」と呼ばれる）。1976年7月には、もともと被差別部落が存在しない宮崎県児湯郡都農町に同和会が結成され、これに伴って同和会が都農町の一部を同和地区指定させ、支部助成金など同和予算495万円の計上を約束させた。1976年9月の町議会は同和予算を全額削除したが、宮崎県同和対策室の圧力で最終的に1地区（9世帯、30人）が同和地区として認定させられた。こうして宮崎県では9市9町に36ヶ所の同和地区が指定されることとなったが、全解連書記長の村尻勝信によると、その3分の1は「えせ同和地区」であるという。大分県でも同和予算目当ての「でっち上げ同和地区」「ニセ同和地区」の存在が報告されている。1977年の県南事件では、同対法の期限切れを目前に控え、大分県南の各市町村で、同和予算を要求した解同支部長が被差別部落と無関係であることが発覚したり、要求提出の前日に支部長が他市町から転入手続をしたり（弥生町や緒方町の事例）といった行為が問題となった。
このように、どの団体が「えせ同和団体」にあたるかは境界線が曖昧であり、正真正銘の被差別部落の当事者団体でも「えせ同和行為」をおこなう場合があるため、法務省では「えせ同和行為排除の対象となるのは、当該「行為そのもの」です。団体ではありません。また、えせ同和行為をする者がどのような団体に所属するかも問いません」と表明している。

## 主なえせ同和団体
えせ同和団体の歴史は全国水平社の歴史と同じほど長い。全国水平社結成の翌年、1923年には、水平社への参加を拒まれた二川光春という男が「水平社東京府本部総理」「新水平社」を名乗って東京の東本願寺に質問書を送るなどの活動をおこない、また『水平運動の叫び』と題する私家版の書物を刊行し、水平社から糾弾を受けている。
今日、「日本」「全国」「全日本」などの語を冠し、「同和」「部落」「人権」「協議会」「連合会」「促進会」「協会」「研究会」「連盟」などの語と組み合わせて思いつく限りの名称を名乗るエセ同和団体が日本中に数多く存在する。その数は640以上とも言われている。エセ同和団体の中には、部落解放同盟（解同）や自由同和会（同和会）、全国地域人権運動総連合（人権連）といった政府対応の同和団体と紛らわしい名称を用いたり、他のエセ行為（エセ北方領土返還運動や靖国、竹島問題）の書籍も不正に販売しているケースもある。
以下、刑事事件に発展し役員や元役員が摘発された団体を列挙する。
- エス・ビー・ビー - 東京都北区、1980年設立。「政治経済研究会」「政治・経済研究会」「経済研究会」「北方領土問題審議会」「同和文献保存会」の名でも活動していた。えせ同和書籍のほか、えせ北方領土返還運動書籍をも販売。約3年間で約30億円を荒稼ぎしていた[22]。2010年、社長が幹部らと共に恐喝で逮捕され[22]、2011年に岡山地裁で懲役5年の実刑判決を受けた[23]。2012年、破産[24]。
- 全国同和人権促進会 - 埼玉県川越市、または大阪府大阪市生野区。1997年に政治団体の届け出を出し、2006年に解散。上記の「同和文献保存会」から枝分かれした団体とされる[25][26]。「政治経済新改革連合会」（埼玉県川越市、または埼玉県ふじみ野市）の名でも活動していた。同和問題や北方領土に関する書籍を「街宣車を行かせたら迷惑だろう」などと脅しつつ5万円前後で押し売りし、約18億円の被害を出した[27]。2007年、書籍販売会社「トラストジャパン」（広島市）の社長や書籍販売会社「ユニオンKA」（岡山市）の社長らが脱税や恐喝で逮捕。
- 全国同和対策促進会 - 茨城県古河市。活動実態はなく、元市議の行政書士が非弁活動をおこなうにあたりハッタリで同和を詐称したもの[28]。元市議は2009年に弁護士法違反で逮捕された[28]。
- 全国同和部落協議会水平社 - 東京都新宿区。2007年、兵庫県川西市のゴミ処理場建設をめぐって「地元対策費」名目で現金を脅し取ろうとした幹部が恐喝未遂で逮捕された[29]。
- 同和事業統一協会 - 東京都台東区。静岡から秋田までの1都13県で「本を買う約束をしないと若い者をやる」などと脅し、約6000人に1冊6万円の高額書籍を押し売りし、3億9000万円を荒稼ぎしていた[30]。1999年、訪問販売法違反で4人が逮捕[30]。